# Pedro Cea
José Pedro Cea (Redondela, España, 1 de septiembre de 1900-Redondela, España, 18 de septiembre de 1970) fue un futbolista uruguayo que jugaba en la posición de entreala izquierdo (delantero). Con orígenes en Redondela, España, desde niño se estableció en Arroyo Seco, actual barrio de Montevideo. Tuvo una exitosa carrera como futbolista de Clubes de Uruguay como Lito, Bella Vista y Club Nacional de Football  y la selección uruguaya con la que ganó dos Juegos Olímpicos, la Copa Mundial de Fútbol de 1930 y dos Copa América.
El Vasco Cea fue el goleador del equipo uruguayo en la Copa del Mundo de 1930, anotando incluso un gol crucial en la final contra Argentina, para el empate parcial 2-2, en partido que terminó con victoria celeste por 4 a 2.

## Selección nacional
Fue internacional con la selección de fútbol de Uruguay en 27 oportunidades marcando 13 goles. Además, como dato curioso, fue el único futbolista uruguayo de la generación ganadora de las dos olimpíadas y la Copa Mundial del 1930 (la denominada "generación olímpica") que disputó todos los partidos de dichos torneos. A su vez, fue apodado el "empatador olímpico" por sus importantes anotaciones en los juegos olímpicos de París 24 (convirtió el 1-1 parcial en la semifinal frente a Países Bajos, que terminó en victoria celeste por 2-1), en los juegos olímpicos de Ámsterdam 28 (anotó el 1-1 parcial en la semifinal ante Italia, luego culminó triunfando Uruguay por 3-1 con goles de Campolo y Scarone) y por la anotación del empate parcial 2-2 frente a Argentina en la final del mundial de 1930 en el Estadio Centenario, donde Uruguay se consagró como primer campeón del mundo tras ganar por 4-2.
Como entrenador de la selección fue campeón de la Copa América 1942 disputada en Montevideo.

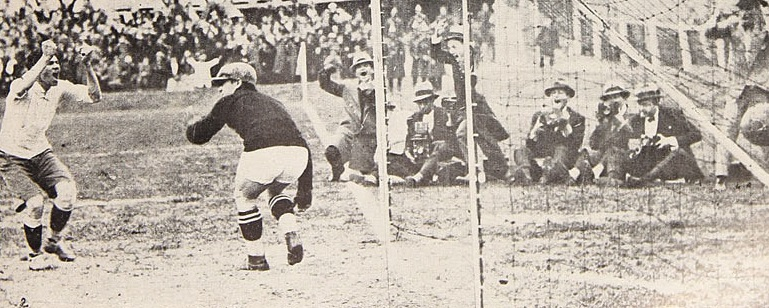
José Pedro Cea marcó el primer tanto de frente a en la Copa Mundial de Fútbol de 1930.

### Participaciones en Juegos Olímpicos
| Juegos                | Sede      | Resultado | Partidos | Goles |
| --------------------- | --------- | --------- | -------- | ----- |
| Juegos Olímpicos 1924 | París     | Campeón   | 5        | 4     |
| Juegos Olímpicos 1928 | Ámsterdam | Campeón   | 5        | 1     |

### Participaciones en Copa América
| Copa              | Sede      | Resultado     | Partidos | Goles |
| ----------------- | --------- | ------------- | -------- | ----- |
| Copa América 1923 | Uruguay   | Campeón       | 3        | 1     |
| Copa América 1924 | Uruguay   | Campeón       | 3        | 1     |
| Copa América 1929 | Argentina | Tercer puesto | 2        | 0     |

### Participaciones en Copas del Mundo
| Mundial           | Sede    | Resultado | Partidos | Goles | Asist. |
| ----------------- | ------- | --------- | -------- | ----- | ------ |
| Copa Mundial 1930 | Uruguay | Campeón   | 4        | 5     | 2      |

#### Goles en laCopa Mundial de Fútbol
| # | Fecha               | Lugar                                   | Oponente   | Marcador | Resultado | Competición       |
| - | ------------------- | --------------------------------------- | ---------- | -------- | --------- | ----------------- |
| 1 | 21 de julio de 1930 | Estadio Centenario, Montevideo, Uruguay | Rumania    | 4–0      | 4–0       | Copa Mundial 1930 |
| 2 | 27 de julio de 1930 | Estadio Centenario, Montevideo, Uruguay | Yugoslavia | 1–1      | 6–1       | Copa Mundial 1930 |
| 3 | 27 de julio de 1930 | Estadio Centenario, Montevideo, Uruguay | Yugoslavia | 5–1      | 6–1       | Copa Mundial 1930 |
| 4 | 27 de julio de 1930 | Estadio Centenario, Montevideo, Uruguay | Yugoslavia | 6–1      | 6–1       | Copa Mundial 1930 |
| 5 | 30 de julio de 1930 | Estadio Centenario, Montevideo, Uruguay | Argentina  | 2–2      | 4–2       | Copa Mundial 1930 |

## Palmarés

### Como futbolista

#### Campeonatos nacionales
| Título                            | Club     | País    | Año  |
| --------------------------------- | -------- | ------- | ---- |
| Campeonato Ingeniero José Serrato | Nacional | Uruguay | 1928 |
| Campeonato Uruguayo               | Nacional | Uruguay | 1934 |
| Torneo de Honor                   | Nacional | Uruguay | 1935 |

#### Copas internacionales
| Título                      | Equipo               | Sede         | Año  |
| --------------------------- | -------------------- | ------------ | ---- |
| Copa América                | Selección de Uruguay | Uruguay      | 1923 |
| Copa América                | Selección de Uruguay | Uruguay      | 1924 |
| Oro en los Juegos Olímpicos | Selección de Uruguay | Francia      | 1924 |
| Oro en los Juegos Olímpicos | Selección de Uruguay | Países Bajos | 1928 |
| Copa Mundial de Fútbol      | Selección de Uruguay | Uruguay      | 1930 |

#### Distinciones individuales
| Distinción                                                      | Año  |
| --------------------------------------------------------------- | ---- |
| 43.er Mejor futbolista sudamericano del Siglo XX según la IFFHS | 2006 |

### Como entrenador

#### Copas internacionales
| Título       | Equipo               | Sede    | Año  |
| ------------ | -------------------- | ------- | ---- |
| Copa América | Selección de Uruguay | Uruguay | 1942 |